# Holmelgonia brachystegiae
Holmelgonia brachystegiae là một loài nhện trong họ Linyphiidae.
Loài này thuộc chi Holmelgonia. Holmelgonia brachystegiae được Rudy Jocqué miêu tả năm 1981.